# Kandidátka bojovníků
Kandidátka bojovníků (hebrejsky: רשימת הלוחמים, Rešimat ha-lochmim) je bývalá izraelská politická strana existující v letech 1949–1951.

## Okolnosti vzniku a ideologie strany
Strana byla založena jako platforma členů židovské vojenské organizace Lechi, která působila na území Izraele před rokem 1948 a byla teroristickou, radikální skupinou. Se vznikem státu Izrael byly dílčí vojenské organizace rozpuštěny a sloučeny do izraelské armády. Skupina bývalých členů Lechi pak založila politickou stranu, která uspěla ve volbách do Knesetu roku 1949. Kandidátní listinu vedl Natan Jelin-Mor, který byl ale v té době ve vězení, kde si odpykával osmiletý trest odnětí svobody za podíl na atentátu na Folke Bernadotta. Poté, co jím vedená strana ve volbách získala 1,2 % hlasů a jeden mandát (právě pro Natana Jelin-Mora), byl propuštěn z vězení a stal se poslancem Knesetu. Strana podporovala stranu Cherut při neúspěšném hlasování o nedůvěře vládě Davida Ben Guriona v otázce dohod o příměří. Ve volbách do Knesetu roku 1951 strana nekandidovala.